# Nacunansella diminuta
Nacunansella diminuta är en kvalsterart som beskrevs av Fernández och Cleva 1998. Nacunansella diminuta ingår i släktet Nacunansella och familjen Licnodamaeidae. Inga underarter finns listade i Catalogue of Life.